# Jan Stanisław Sapieha
Jan Stanisław Sapieha herbu Lis (ur. 25 października 1589 w Mołodecznie, zm. 10 kwietnia 1635 w Lachowiczach) – marszałek wielki litewski od 1621, marszałek nadworny litewski od 1617, marszałek Trybunału Głównego Wielkiego Księstwa Litewskiego w 1612 roku, starosta słonimski.

## Życiorys
Był najstarszym synem Lwa i jego pierwszej żony Doroty Firlejówny, bratem Krzysztofa Michała i Kazimierza Leona.
W latach 1599–1603 studiował u jezuitów w Akademii Wileńskiej, następnie w latach 1603–1605 w Kolegium Jezuitów w Braniewie. Dalszą naukę kontynuował za granicą w Würzburgu, Frankfurcie nad Menem i Paryżu. Do kraju powrócił w 1608 roku.
W 1609 roku został przyjęty na dwór Zygmunta Wazy. W charakterze dworzanina brał udział w wyprawie smoleńskiej, gdzie po upadku Smoleńska otrzymał za zasługi urząd podstolego wielkiego litewskiego (grudzień 1611).
W latach 1612–1613 odbył drugą podróż zagraniczną po krajach Rzeszy i po Włoszech. Asystował przy wyborze nowego cesarza Rudolfa II.
W 1621 roku został mianowany marszałkiem wielkim litewskim. W tym też czasie zaprzyjaźnił się z królewiczem Władysławem. Wypowiadał się za zwiększeniem wysiłków w zajęciu przez Władysława tronu moskiewskiego, prewencyjnej likwidacji chanatu krymskiego oraz jak najszybszemu rozwiązaniu problemu szwedzkiego na drodze pokojowej, przez ustępstwa terytorialne w Inflantach i rezygnację Zygmunta III Wazy z tytułu króla szwedzkiego.
W latach 1611–1625 co najmniej sześciokrotnie posłował na sejm.
Brał udział w wojnie ze Szwecją od roku 1625. Nie posiadając talentów wojskowych dał się zaskoczyć armii szwedzkiej pod Walmojzą, gdzie jego korpus został całkowicie rozbity. Zebrawszy resztki wojsk zaczął współdziałać z hetmanem polnym Krzysztofem Radziwiłłem, rozpoczynając działania zaczepne. Ze względu na nadciągające większe siły szwedzkie byli jednak zmuszeni się wycofać. W czerwcu 1626 roku dowództwo nad wojskiem litewskim powierzono Aleksandrowi Gosiewskiemu, a Jan Stanisław udał się ze swoim pocztem do Prus, gdzie przebywał Zygmunt III.

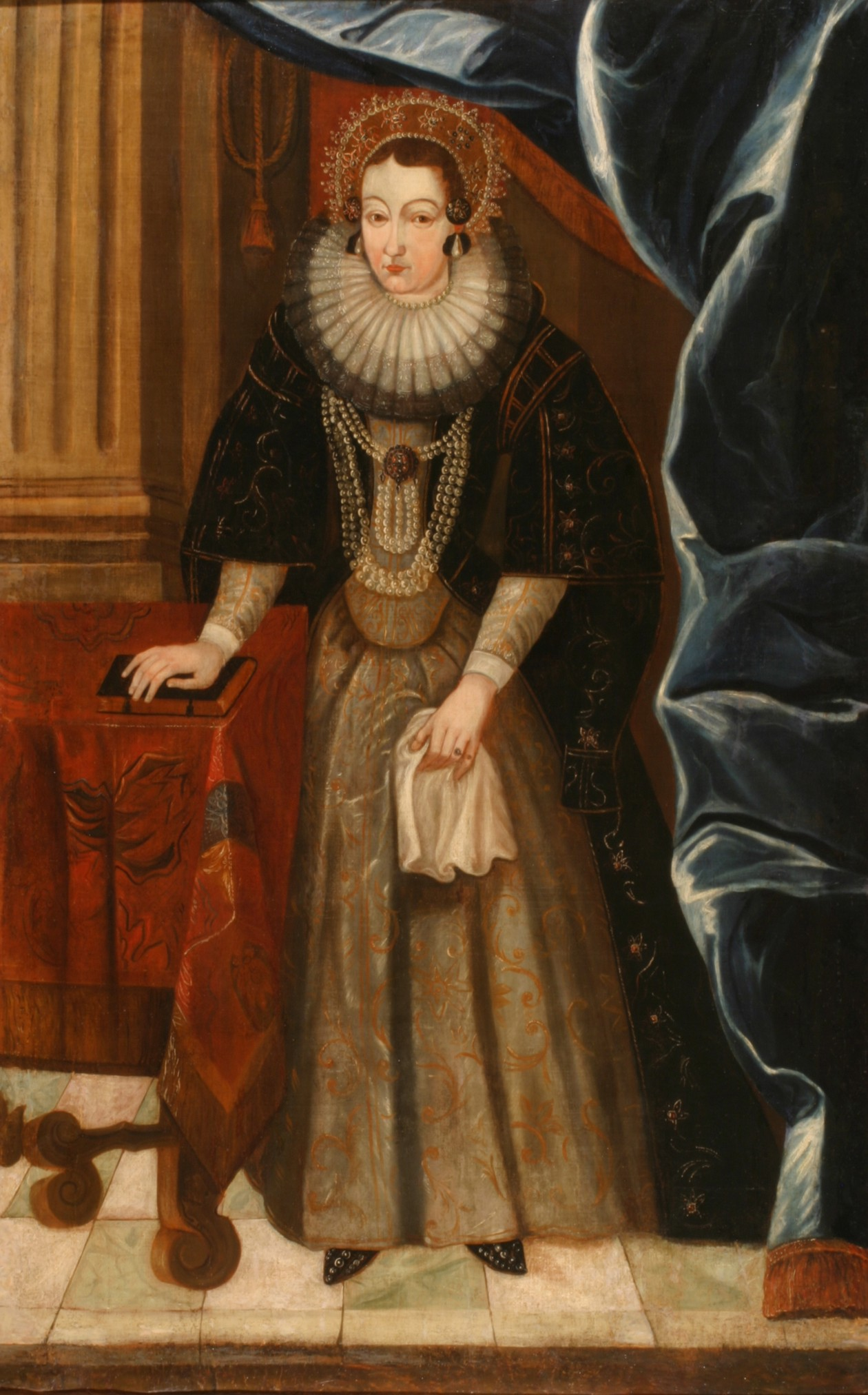
Druga żona Gryzelda z Wodyńskich

Począwszy od roku 1627 zaczął podupadać na zdrowiu, zapadając na nie do końca rozpoznaną chorobę psychiczną. Jednak jeszcze w latach 1627–1628 interesował się pracami na zamku w Lachowiczach oraz modernizacją bastionowych fortyfikacji miejskich i zamku w Starym Bychowie, których budowę na jego polecenie ukończono. W latach 1628–1629 wyjeżdżał „do wód” do Czech i Włoch. W 1630 roku przebywał na dworze cesarskim w Wiedniu.
Po powrocie do kraju brał udział w sejmach 1631 i 1632. W czasie elekcji 1632 roku został sędzią generalnego sądu kapturowego. Był elektorem Władysława IV Wazy z województwa nowogródzkiego w 1632 roku, podpisał jego pacta conventa. Przygotowywał własne oddziały na wyprawę smoleńską Władysława IV w 1633 roku. Król tolerował go w swoim otoczeniu, mimo że oznaki choroby były coraz bardziej wyraźne. Ostatnie wystąpienie publiczne Jana Stanisława odbyło się w początkach 1635 roku.
Zmarł 10 kwietnia 1635 roku na zamku w Lachowiczach.
Kazanie na pogrzebie wygłosił jezuita Maciej Kazimierz Sarbiewski. Epitafium ku jego czci znajduje się nad wejściem do zakrystii w kościele św. Michała w Wilnie.